# Laurent Fignon

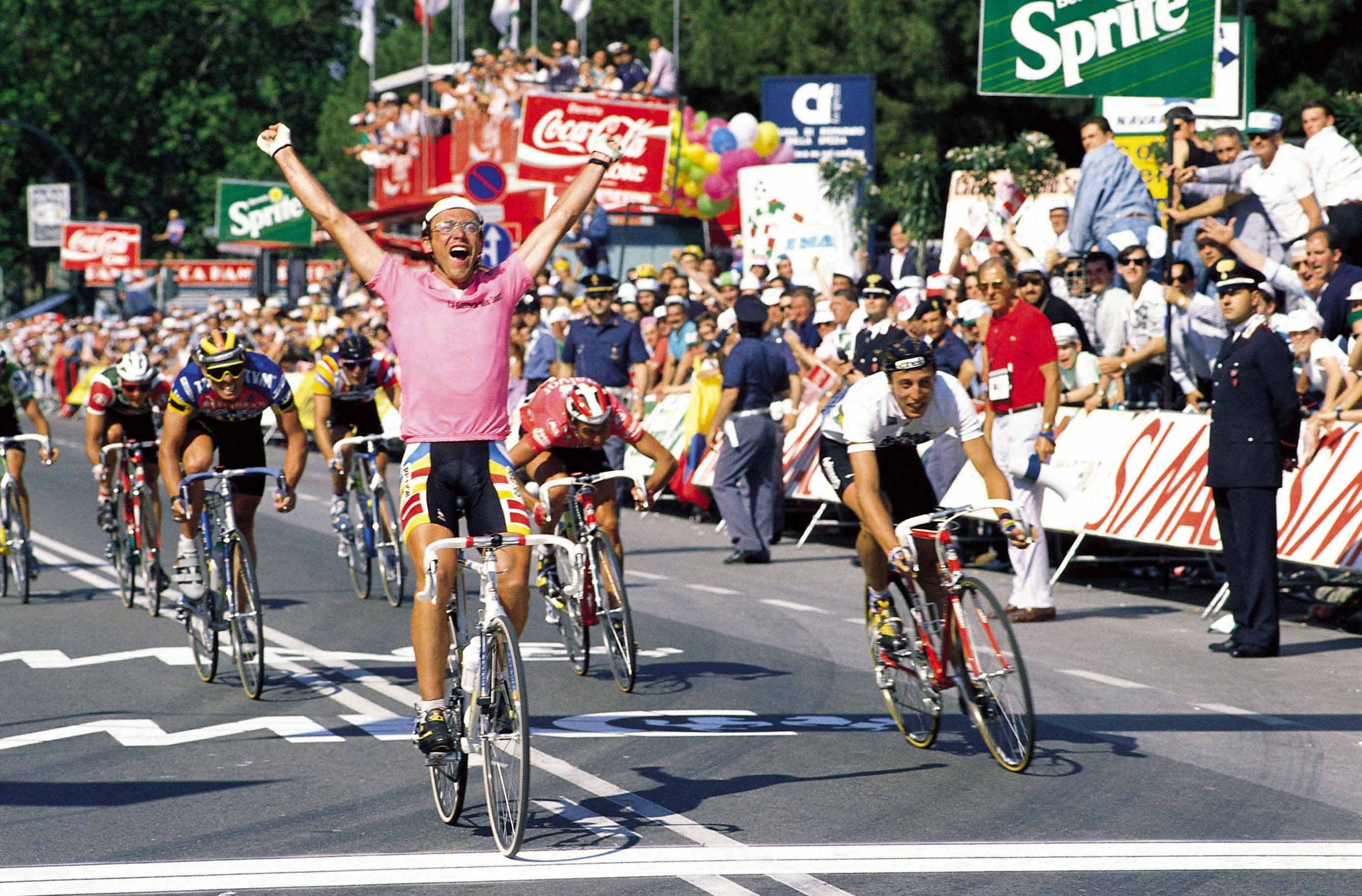
Laurent Fignon vinner etapp 20 till La Spezia under 1989 års Giro d'Italia.

Laurent Patrick Fignon, född 12 augusti 1960 i Paris, död 31 augusti 2010 i Paris, var en fransk tävlingscyklist. Fignon vann bland annat Tour de France 1983 och 1984, samt Giro d’Italia 1989.
Totalt vann Fignon nio etapper i Tour de France. Han har även en andraplats från Giro d’Italia 1984. Bland övriga meriter finns bland annat segrar i Milan-San Remo 1988 och 1989 samt två etappsegrar i Vuelta a España.
Fignon gick bort 31 augusti 2010 i sviterna av cancer.

## Tour de France 1989
Laurent Fignon kom tvåa i Tour de France 1989, endast 8 sekunder efter amerikanen Greg LeMond som avgjorde till sin fördel på den sista etappens tempolopp inne i Paris. Fignon ledde inför den sista etappen med 50 sekunder och många journalister skrev att touren redan var avgjord – LeMond hade inte en chans att hinna ikapp 50 sekunder på den 24,5 km långa tempoloppssträckan. LeMond körde den sista sträckan med aerobars (aerodynamiska styren), en droppformad hjälm samt ett bakre diskhjul, medan Fignon körde utan hjälm, ett vanligt bockat styre och diskhjul på bägge hjulen. Tester som utfördes efteråt i vindtunnlar visade att Fignon hade vunnit över LeMond om han hade använt sig av de aerodynamiska hjälpmedlen. Även om Fignon startade efter LeMond och kunde gå på hans tider orkade han inte stå emot amerikanens forcering.

## Meriter
Tour de France
 Totalseger – 1983, 1984
 Ungdomstävlingen – 1983
9 etapper
Giro d'Italia
 Totalseger – 1989
 Bergspristävlingen – 1984
2 etapper
Vuelta a España
2 etapper
 Nationsmästerskapens linjelopp – 1984
La Flèche Wallonne – 1986
Milano-Sanremo – 1988, 1989

## Stall[1]
- Renault-Elf 1982–1985
- Système U 1986–1988
- Super U 1989
- Castorama 1990–1991
- Gatorade 1992–1993